# بيتر هوتن
بيتر هوتن (بالإنجليزية: Peter Hooten)‏ مواليد 29 نوفمبر 1950 في كليرمونت، الولايات المتحدة، هو ممثل ومنتج أمريكي بدأ مسيرته الفنية سنة 1969.

## الأعمال
- مانيكس (1972) (بدور: دون ويلكرسون)
- ذا والتونز (1972) (بدور: جيمي)

## روابط خارجية
- بيتر هوتن على موقع IMDb (الإنجليزية)
- بيتر هوتن على موقع ألو سيني (الفرنسية)
- بيتر هوتن على موقع أول موفي (الإنجليزية)
- بيتر هوتن على موقع قاعدة بيانات الأفلام السويدية (السويدية)
- بيتر هوتن على موقع قاعدة بيانات الفيلم (الإنجليزية)
- بيتر هوتن على موقع كينوبويسك (الروسية)